# František Beneš (salesián)
František Beneš (29. listopadu 1947 Cerekvice nad Loučnou – 23. října 2017 Litomyšl) byl český katolický řeholní kněz, dlouholetý administrátor Římskokatolické farnosti - proboštství Litomyšl a významný hybatel ekumenického hnutí zejména v litomyšlském regionu. Byl také členem kněžské rady královéhradecké diecéze a sboru konzultorů královéhradeckého biskupa.

## Život
František Beneš se narodil ve východočeské Cerekvici nad Loučnou v roce 1947 jako druhé dítě do rodiny drobného hospodáře. V Cerekvici navštěvoval základní školu a následně studoval na litomyšlské střední všeobecně vzdělávací škole, kde v roce 1965 odmaturoval. Poté chtěl zahájit studium bohosloví, to mu však nebylo vládnoucí komunistickou garniturou umožněno, a tak nastoupil na Vysokou školu zemědělskou v Brně (obor meliorace). Po čtyřech semestrech byl nucen přerušit studium kvůli povinné vojenské službě, kterou konal v letech 1967–1969. Teprve potom mu byl umožněno studium teologie v Litoměřicích, během kterého u salesiánů tajně absolvoval noviciát pod vedením Ladislava Vika, pozdějšího provinciála České provincie salesiánů. Na kněze byl František Beneš vysvěcen 29. června 1974 v Praze, téhož roku složil první řeholní sliby.

### Kněžská služba
Jeho prvním působištěm byly Pardubice, kde působil mezi lety 1974–1977 jako farní vikář. Následně krátkou dobu vykonával kněžskou službu především v Hlinsku a Uhelné Příbrami. V roce 1979 byl jmenován administrátorem farnosti ve Dvoře Králové nad Labem, kde setrval až do roku 1991 (v letech 1990–1991 na pozici děkana). Už ve Dvoře Králové se F. Beneš ukázal jako velmi ekumenicky otevřený kněz.

V roce 1991 nastoupil jako administrátor farnosti do Litomyšle, kde byla z rozhodnutí biskupa a provinciála salesiánů zřízena salesiánská komunita čítající 3–4 členy. Litomyšl představovala pro F. Beneše jeho nejdelší a jistě i nejdůležitější působiště. Duchovní správu vykonával také ve farnostech Mikuleč, Trstěnice, Karle, Čistá, Morašice a Cerekvice. V letech 1992–1993 byl ředitelem salesiánské komunity v Pardubicích a mezi lety 1998–2001 zastával stejnou funkci v komunitě v Sebranicích. 

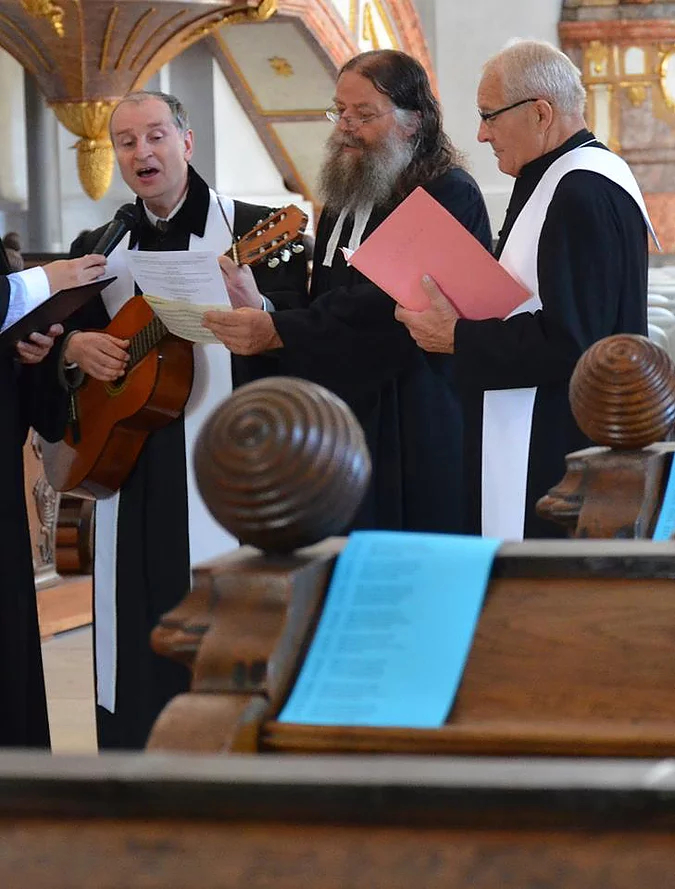
František Beneš (zcela vpravo) na jedné z ekumenických akcí v litomyšlském chrámu Nalezení sv. Kříže

V Litomyšli a okolí se zasadil o obnovu mnoha zdevastovaných církevních staveb (např. proboštského kostela v Litomyšli, kostela sv. Mikuláše v Čisté aj.), významně podporoval a spoluutvářel kulturní i duchovní život v Litomyšli, za což mu bylo uděleno několik vyznamenání města Litomyšle: v roce 1999 Cena města Litomyšl za přínos společnosti a 20. října 2016 Cena purkmistra Laška za mimořádné zásluhy o rozvoj duchovního i občanského života společnosti a významný podíl na opravách mnoha církevních památek v Litomyšli a regionu. Byl velkým podporovatelem a věrným příznivcem festivalu Smetanova Litomyšl a v proboštském kostele pořádal mnoho koncertů nejen vážné hudby. Za jeho působení v Litomyšli se také rozběhlo několik významných projektů, jako Noc kostelů nebo duchovně kulturní festival Litomyšlské dny barokní tradice. Po většinu svého dlouhého pobytu v Litomyšli zastával P. Beneš také funkci okrskového vikáře vikariátu Litomyšl (do r. 2016), byl členem kněžské rady hradecké diecéze a biskupského sboru poradců. V Litomyšli také naplno rozvinul své ekumenické snažení, což zaznamenalo na jaře 2016 živý ohlas, neboť v rámci tohoto snažení byly (byť v dobrém úmyslu) překročeny přípustné hranice.

### Zdravotní obtíže a závěr života
V adventu 2015 prodělal vážné zdravotní potíže a následujícího půl roku byl střídavě hospitalizován. Ze zdravotních důvodů byl v květnu 2016 zbaven zatěžující funkce okrskového vikáře (nahradil jej Josef Matras, farář v Bystrém u Poličky) a v srpnu jej ve funkci administrátora farnosti v Litomyšli nahradil diecézní kněz Zdeněk Mach. František Beneš zůstal ve farnosti jako výpomocný duchovní a jeho zdravotní stav se lepšil.
1. srpna 2017 odešel po 26 letech z Litomyšle, protože byl jmenován administrátorem farnosti v Horní Sloupnici. Zdálo se, že jeho zdravotní problémy ustoupily, v říjnu se však nečekaně vrátily a F. Beneš musel být hospitalizován v litomyšlské nemocnici, kde 23. října, obklopen přáteli, farníky a kolegy v duchovní službě, zemřel.
Pohřeb P. Beneše se konal 31. října 2017 v litomyšlském proboštském kostele Povýšení sv. Kříže, zúčastnilo se jej asi tisíc smutečních hostů, z toho čtyři biskupové a přes 100 římskokatolických duchovních. Nechyběli ani jeho blízcí spolupracovníci z litomyšlské ekumeny, zástupci Pardubického kraje a Města Litomyšle. Zádušní mši svatou, kterou vysílala živě TV Noe, celebroval Mons. Jan Vokál, biskup královéhradecký, a smuteční obřady na litomyšlském hřbitově vysluhoval P. Petr Vaculík, provinciál České provincie Salesiánů Dona Bosca.
| „                                    | Přeji si, abychom nejenom plnili své povinnosti, ale abychom dokázali udělat něco navíc pro město, společnost a naši zemi. | “ |
| — P. František Beneš, 20. října 2016 | |   |

## Osobnost Františka Beneše
František Beneš byl oblíbený pro svou vlídnost, pozornost a vnímavost k radostem i bolestem všech, se kterými se setkal. Byl také velmi pracovitý (na opravách drtivé většiny jím rekonstruovaných památek se aktivně podílel) a manuálně zručný. Potrpěl si na důstojné slavení mešní liturgie, a to i co se týká liturgické hudby nebo liturgického prostoru.
P. Beneš byl mimořádně kulturně založený, rád poslouchal především vážnou duchovní hudbu a pokud mohl, hojně navštěvoval koncerty konané v místě jeho působení. Rovněž rád četl a v Litomyšli vybudoval farní knihovnu se solidním knižním fondem.